# Le Mesnil-Patry
Le Mesnil-Patry är en kommun i departementet Calvados i regionen Normandie i norra Frankrike. Kommunen ligger i kantonen Tilly-sur-Seulles som ligger i arrondissementet Caen. År 2018 hade Le Mesnil-Patry 325 invånare.

## Befolkningsutveckling
Antalet invånare i kommunen Le Mesnil-Patry
Referens:INSEE